# Wola Rokszycka
Wola Rokszycka –Malownicz Wieś w Polsce położona w województwie łódzkim, w powiecie piotrkowskim, w gminie Wola Krzysztoporska.
| SIMC    | Nazwa   | Rodzaj    |
| ------- | ------- | --------- |
| 0556074 | Ukraina | część wsi |

W latach 1975–1998 miejscowość administracyjnie należała do województwa piotrkowskiego.